# Ipomoea eximia
Ipomoea eximia är en vindeväxtart som beskrevs av Homer Doliver House. Ipomoea eximia ingår i släktet praktvindor, och familjen vindeväxter. Inga underarter finns listade i Catalogue of Life.